# باركيول
باركيول هي بلدية حضرية في جنوب موريتانيا، تقع في ولاية العصابة، وهي مركز مقاطعة باركيول.

## جغرافيا
تقع البلدية غرب منطقة العصابة وتمتد على مساحة تزيد عن 165 كم². يحدها من الشرق بلدية گلير ومن الجنوب الغربي بلدية الغبرة، ومن الشمال الغربي بلدية بلحراث.

## تاريخ
تأسست كمدينة حسب المرسوم في 20 أكتوبر 1987.

## السكان
خلال التعداد العام للسكان والمساكن لعام 2000، كان عدد سكان المدينة حوالي 6 303 نسمة. وخلال عام 2013، كان عدد سكان البلدية حوالي 8 902 نسمة، بمعدل نمو سنوي قدره 2,8 % على مدى 13 عامًا.

## اقتصاد
تعتبر الزراعة مركز اقتصاد المدينة، مثلها مثل جميع البلديات تقريبًا في المنطقة، لكنه هش بسبب الظروف المناخية أو قلة الإمكانيات للمزارعين، وللتعامل معهذه المعوقات، تقوم الدولة أو المنظمات غير الحكومية المختلفة بتمويل المشاريع التي تعمل على تحسين الظروف المعيشية للسكان؛ وتقوم أيضًا بتطوير أنشطة أخرى مثل التجارة أو الثروة الحيوانية.